# Miss Gibilterra

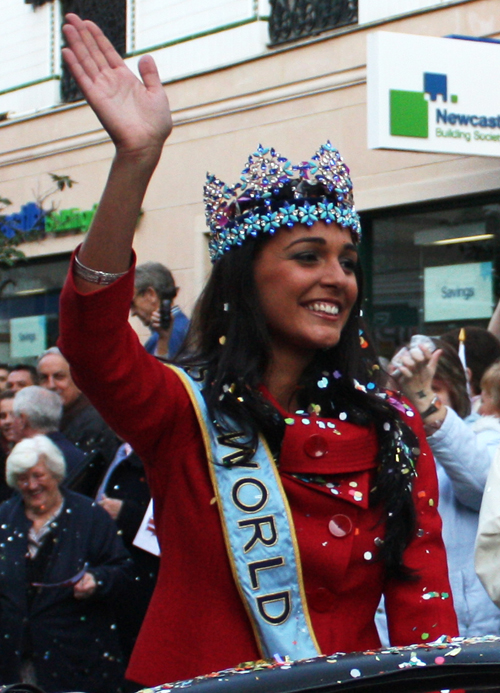
Kaiane Aldorino Miss Gibilterra 2009 e Miss Mondo 2009.

Miss Gibilterra è un concorso di bellezza femminile che si tiene annualmente dal 1959, benché non si sia svolto dal 1960 al 1963. La vincitrice del concorso rappresenta Gibilterra al concorso Miss Mondo, e dal 1981 al 1990 anche a Miss Universo. In seguito Gibilterra non ha più preso parte al concorso, e la Miss Gibilterra in carica ha partecipato esclusivamente a Miss Mondo. Il miglior risultato ottenuto da Gibilterra è rappresentato dalla vittoria nel 2009 di Kaiane Aldorino.

## Albo d'oro
| Anno | Vincitrice                     | Piazzamento                            |
| ---- | ------------------------------ | -------------------------------------- |
| 1959 | Viola Abudarham                |                                        |
| 1964 | Lydia Davis                    |                                        |
| 1965 | Rosemary Viñales               |                                        |
| 1966 | Grace Valverde                 |                                        |
| 1967 | Laura Bassadone                |                                        |
| 1968 | Sandra Sanguinetti             |                                        |
| 1969 | Marliou Chiappe                |                                        |
| 1970 | Carmen Gomez                   |                                        |
| 1971 | Lisette Chipolina              |                                        |
| 1972 | Rosemary Catania               |                                        |
| 1973 | Josephine Rodriguez            |                                        |
| 1974 | Patricia Orfila                |                                        |
| 1975 | Lilian Lara                    |                                        |
| 1976 | Rosemary Parody                |                                        |
| 1977 | Lourdes Holmes                 |                                        |
| 1978 | Rosanna Bonfante               |                                        |
| 1979 | Audrey Lopez                   |                                        |
| 1980 | Yvette Dominguez               |                                        |
| 1981 | Michelle Lara                  |                                        |
| 1982 | Louise Gillingwater            |                                        |
| 1983 | Jessica Palao                  | Miss Universo 1984 (Miss Congeniality) |
| 1984 | Karina Hollands                |                                        |
| 1985 | Gail Francis                   |                                        |
| 1986 | Dominique Martinez             | Miss Mondo 1986 (Miss Personality)     |
| 1987 | Maite Sanchez                  |                                        |
| 1988 | Tatiana Desoiza                |                                        |
| 1989 | Audrey Gingel                  |                                        |
| 1990 | Sarah Yeats                    |                                        |
| 1991 | Ornella Costa                  |                                        |
| 1992 | Michelle Torres                |                                        |
| 1993 | Jenifer Ainsworth              |                                        |
| 1994 | Melissa Berllaque              |                                        |
| 1995 | Monique Chiara                 |                                        |
| 1996 | Samantha Lane                  |                                        |
| 1997 | Rossanna Ressa                 |                                        |
| 1998 | Melanie Soiza                  |                                        |
| 1999 | Abigail Garcia                 |                                        |
| 2000 | Tessa Sacramento               |                                        |
| 2001 | Luann Richardson               |                                        |
| 2002 | Natalie Monteverde             |                                        |
| 2003 | Kim Falzun                     |                                        |
| 2004 | Helen Gustafson                |                                        |
| 2005 | Melanie Chipolina              |                                        |
| 2006 | Hayley O`Brien                 |                                        |
| 2007 | Danielle Perez                 |                                        |
| 2008 | Krystle Robba                  |                                        |
| 2009 | Kaiane Aldorino                | Miss Mondo 2009 (Vincitrice)           |
| 2010 | Larissa Dalli                  |                                        |
| 2011 | Michelle Gillingwater Pedersen |                                        |
| 2012 | Jessica Baldachino             |                                        |
| 2013 | Maroua Kharbouch               |                                        |
| 2014 | Shyanne Azzopardi              |                                        |